# Gonzalo Peillat
Gonzalo Peillat (* 12. srpna 1992 Buenos Aires) je argentinský reprezentant v pozemním hokeji, hrající na postu obránce.
Je odchovancem týmu Club Ferrocarril Mitre, pak hrál za nizozemský HGC Wassenaar a německý Mannheimer HC, s nímž získal v roce 2017 mistrovský titul.
V argentinské reprezentaci debutoval v roce 2011. V roce 2013 se s ní stal mistrem Jižní Ameriky, v roce 2014 získal bronzovou medaili na mistrovství světa v pozemním hokeji mužů v Nizozemsku, kde byl s deseti brankami nejlepším střelcem. Na konci roku mu Mezinárodní hokejová federace udělila cenu pro nejlepšího hráče do 25 let. Vyhrál Panamerické hry v Torontu v roce 2015 a přispěl k historicky prvnímu olympijskému vítězství argentinských pozemkářů na olympiádě 2016 v Rio de Janeiro, kde se s jedenácti brankami stal králem střelců. V letech 2016 a 2017 byl nominován na cenu pro nejlepšího pozemního hokejistu světa.